# Garagoa
Garagoa – miasto w Kolumbii, w departamencie Boyacá.